# Kryptopterus cryptopterus
Kryptopterus cryptopterus es una especie de peces de la familia Siluridae en el orden de los Siluriformes.

## Morfología
• Los machos pueden llegar alcanzar los 20 cm de longitud total.

## Distribución geográfica
Se encuentra en la Península de Malaca, Sumatra y Borneo, incluyendo las cuencas de los ríos Mekong y Chao Phraya.